# بولي (مجلس المدينة)
بولي هو مجلس المدينة في أثينا والدول الإغريقية.

## التأسيس
كان سابقا المجلس الاستشاري للملك، وبعد زوال الملكية كان يتولى تسيير شؤون الدولة بالاشتراك مع الحكام، ويعد الأعمال التي تعرض على الجمعية الشعبية. ثم تطور ليصبح مجلس دستوريا للمدينة.

## قوانين الانتساب والعضوية
في النظام الأوليجاركي كان أعضاء البولي المحدد عددهم بـ500 عضو يتم اختيارهم بالانتخاب من بين عدد من المواطنين، أو يحصلون على مقاعد في هذا المجلس بحق الوراثة، مع التمتع بالعضوية عددا معينا من السنين أو مدى الحياة. أما في النظم الديمقراطية فكان يتم اختيارهم بالاقتراع بين جميع المواطنين لمدة عام واحد، وفي أثينا كان المواطن لا يستطيع التمتع بعضوية البولي أكثر من مرتين، بشرط ألا تكون في عامين متتاليين.